# 浅川博貴
浅川 博貴（あさかわ ひろき）は、日本の男性声優。

## 出演作品
※太字はメインキャラクター。

### ゲーム
- 餓狼 MARK OF THE WOLVES（キム・ジェイフン）
- THE KING OF FIGHTERS 2000（キム・ジェイフン）
- サムライスピリッツ新章 〜剣客異聞録 甦りし蒼紅の刃〜（お侍）

### CD
- 餓狼 MARK OF THE WOLVES（キム・ジェイフン）
- THE KING OF FIGHTERS 2000（キム・ジェイフン）
- サムライスピリッツ新章 〜剣客異聞録 甦りし蒼紅の刃〜（お侍）